# APB
APB – amerykański serial telewizyjny (dramat policyjny) wyprodukowany przez Flying Glass of Milk Productions, Sketch Films oraz 20th Century Fox Television, którego twórcą jest David Slack. Serial jest zainspirowany artykułem z New York Times Magazine pod tytułem "Who Runs the Streets of New Orleans?". Premierowy odcinek został wyemitowany 6 lutego 2017 roku przez FOX.

W Polsce serial jest emitowany od 11 maja 2017 roku przez AXN.

11 maja 2017 roku, stacja FOX ogłosiła anulowanie serialu po jednym sezonie z powodu niskiej oglądalności.

## Fabuła
Serial opowiada o Gideonie Reevesie, milionerze, którego najlepszy przyjaciel został zastrzelony w sklepie. Postanawia kupić niedochodowy posterunek policji i odnaleźć zabójcę swojego przyjaciela.

## Obsada

### Główna
- Justin Kirk jako Gideon Reeves[4]
- Natalie Martinez jako Amelia Murphy[5]
- Caitlin Stasey jako Ada Hamilton[6]
- Taylor Handley jako oficer Roderick Brandt[7]
- Eric Winter jako sierżant Tom Murphy[4]
- Ernie Hudson jako sierżant Ed Conrad[8]

## Odcinki
| Sezon | Sezon | Odcinki | Oryginalna emisja | Oryginalna emisja | Oryginalna emisja | Oryginalna emisja | Oryginalna emisja |
| Sezon | Sezon | Odcinki | Premiera sezonu   | Finał sezonu      | Premiera sezonu   | Finał sezonu      |                   |
| ----- | ----- | ------- | ----------------- | ----------------- | ----------------- | ----------------- | ----------------- |
|       | 1     | 12      | 6 lutego 2017     | 24 kwietnia 2017  | 11 maja 2017      | 28 lipca 2017     |                   |

### Sezon 1 (2017)
| #  | Tytuł                | Reżyseria         | Scenariusz                    | Premiera FOX     | Premiera AXN    |
| -- | -------------------- | ----------------- | ----------------------------- | ---------------- | --------------- |
| 1  | Hard Reset           | Len Wiseman       | David Slack, Matt Nix         | 6 lutego 2017    | 11 maja 2017    |
| 2  | Personal Matters     | Duane Clark       | Trey Callaway, Matt Nix       | 13 lutego 2017   | 18 maja 2017    |
| 3  | Hate of Comrades     | Oz Scott          | Tony Camerino                 | 20 lutego 2017   | 25 maja 2017    |
| 4  | Signal Loss          | Ami Canaan Mann   | Krystal Houghton Ziv          | 27 lutego 2017   | 2 czerwca 2017  |
| 5  | Above & Beyond       | John Putch        | Christal Henry                | 6 marca 2017     | 9 czerwca 2017  |
| 6  | Daddy's Home         | Darnell Martin    | Ingrid Escajeda               | 13 marca 2017    | 16 czerwca 2017 |
| 7  | Risky Business       | Craig Siebels     | Carly Sotteras                | 20 marca 2017    | 23 czerwca 2017 |
| 8  | Fueling Fires        | Eriq La Salle     | Trey Callaway, Nick Hawthorne | 27 marca 2017    | 30 czerwca 2017 |
| 9  | Last Train to Europa | Matt Earl Beesley | Matt Pitts                    | 3 kwietnia 2017  | 7 lipca 2017    |
| 10 | Strange Bedfellows   | Jeffrey Hunt      | Mo Masi                       | 10 kwietnia 2017 | 14 lipca 2017   |
| 11 | Pandora's Box        | Guy Norman Bee    | Matt Nix, Jorge Rivera        | 17 kwietnia 2017 | 21 lipca 2017   |
| 12 | Ricochet             | Duane Clark       | Trey Callaway, Matt Nix       | 24 kwietnia 2017 | 28 lipca 2017   |

## Produkcja
27 stycznia 2016 roku stacja FOX zamówiła pilotowy odcinek "APB". W lutym 2016 roku Natalie Martinez i Caitlin Stasey dołączyły do obsady serialu. W marcu 2016 ogłoszono, że Justin Kirk, Eric Winter i Taylor Handley zagrają w serialu. 11 maja 2016 stacja FOX zamówiła pierwszy sezon, którego premiera jest zaplanowana na midseason 2016/2017. W tym samym miesiącu do obsady dołączył Ernie Hudson.